# 4912 Emilhaury
4912 Emilhaury eller 1953 VX1 är en asteroid i huvudbältet, som upptäcktes 11 november 1953 av Indiana Asteroid Program vid Indiana University Bloomington med Goethe Link Observatory. Asteroiden har fått sitt namn efter Emil Haury.
Asteroiden har en diameter på ungefär 6 kilometer.